# Entrín Alto
Entrín Alto es una pedanía del municipio español de Entrín Bajo, perteneciente a la provincia de Badajoz (comunidad autónoma de Extremadura).

## Situación
Su ubicación geográfica está en las coordenadas 38°41′ N y 6°42′ O. Está a 293 m s. n. m.

## Patrimonio
Iglesia parroquial católica bajo la advocación de Santa Rita de Casia, en la Archidiócesis de Mérida-Badajoz.